# Roman Perko
Roman Perko, slovenski nordijski kombinatorec, * 12. maj 1977, Tržič.
Perko je za Slovenijo nastopil na Zimskih olimpijskih igrah 1998 v Naganu, kjer je osvojil 41. mesto.
Leta 1997 je na svetovnem prvenstvu v Trondheimu zasedel 5. mesto.